# Бадминтон на Всемирных играх 1981
Бадминтон на Всемирных играх 1981 включал соревнования по 5 дисциплинам.

## Медалисты
| Дисциплины     | Золото                           | Серебро                         | Бронза                                                       |
| -------------- | -------------------------------- | ------------------------------- | ------------------------------------------------------------ |
| Мужчины        | Чэнь Чанджи                      | Мортен Фрост                    | Пракаш Падуконе Лим Суи Кинг                                 |
| Мужчины (пары) | Сун Зянь Яо Симинь               | Томас Кильстрём Стефан Карлссон | Билли Гиллиланд Дэн Трэверс Хариаманто Картоно Руди Херианто |
| Женщины        | Чжан Айлин                       | Сун Ай-Хван                     | Лене Кеппен Фумико Токаирин                                  |
| Женщины (пары) | Чжан Айлин Лю Ся                 | Нора Перри Джейн Уэбстер        | Фумико Токаирин Соноэ Оцука Сун Ай Хван Юн Я Ким             |
| Микст          | / Джиллиан Гилкс Томас Кильстрём | Нора Перри Майк Тредгетт        | Лене Кеппен Стен Сковгард Имельда Вигуно Кристиан Хадината   |